# اجتماع بيزنسون

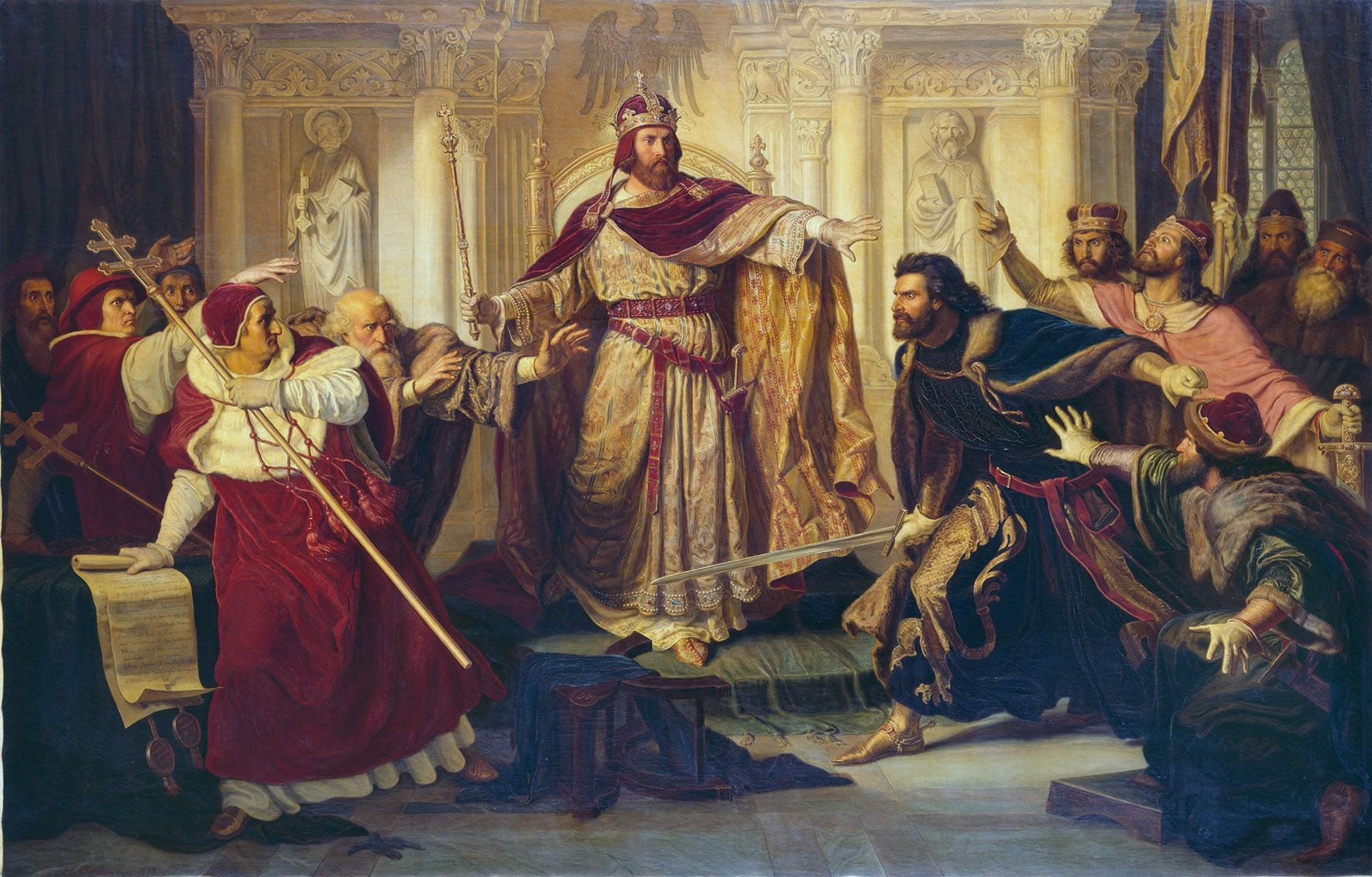
"فريدرش يقف الدوق أوتو عن ضرب الكاردينال رولاند." — لوحة من الحقبة الرومانسية بريشة هيرمان بلوديمان، عام 1859.

اجتماع بيزانسون عبارة عن هوفتاغ (مجلس إمبراطوري)؛ في الإمبراطورية الرومانية المقدسة، عُقد في مدينة بيزنسون من قبل الإمبراطور فريدرش بربروسا في أكتوبر من عام 1157. 
يُقدّم المؤرّخ المعاصر لها راهوين تغطية مهمة لهذا المجلس، ومن المعروف وجود مرسومين أصدرهما فريدرش خلال انعقاد المجلس، مؤرخين في 24 و27 أكتوبر، ما يدلّ على أن المجلس كان قد بدأ قبل ذلك بعدّة أيام على الأقل.
وكان الغرض من انعقاد المجلس هو تنظيم "شؤون الإمبراطورية" في مملكة آرل. ووفقًا لراهوين، فقد بلغ فريدرش من النجاح في إحلال السلم داخل المملكة حدًّا جعله يستطيع السفر في طولها دون مرافقة تُذكر، وعلى الرغم من محدودية الغرض الرسمي للمجلس، فقد اجتذب شخصيات من مختلف أرجاء الإمبراطورية، فضلًا عن مبعوثين أجانب، وقد عدّد راهوين حضور الرومان، والأبوليين، والتوسكانيين، والبنادقة، والفرنسيين، والإنجليز، والإسبان، ومادحًا فريدرش، كتب راهوين أن "العالم بأسره قد اعترف به كأقوى حاكم وأرحمهم".
غير أن الحدث الأبرز في بيزنسون لم يكن ضمن جدول أعمال فريدرش، فقد مثّل البابا أدريان الرابع مبعوثان كنسيان هما رولاندو دي سان ماركو (الذي سيصبح لاحقًا البابا ألكسندر الثالث) وبرناردو دي سان كليمنتي، حيث قاما بقراءة علنية لرسالة بابوية تُعلن أن فريدرش يعتبر تابعٌ للكرسي الرسولي، وقد أثارت الرسالة غضب أوتو الأول دوق بافاريا إلى حدّ أنه شهر سيفه وهدّد رولاند، إلى أن ذكّره فريدرش بأن الكرادلة يتمتعون بحقّ المرور الآمن، وردّ فريدرش على الرسالة باحتجاج قوي ووجّهه إلى البابا.
وقد بقي فريدرش في بيزنسون حتى 25 نوفمبر.